# Pomoravlje
Pomoravlje (Servisch: Поморавски округ, Pomoravski okrug) is een district in Centraal-Servië. De hoofdstad is Jagodina.

## Gemeenten
Pomoravlje bestaat uit de volgende gemeenten:
- Jagodina
- Ćuprija
- Paraćin
- Svilajnac
- Despotovac
- Rekovac

## Bevolking
De bevolking bestaat uit de volgende etnische groepen:
- Serven: 218.454
- Vlachen: 2049
- Roma: 1591